# Zrušitev World Trade Centra
Originalni World Trade Center na spodnjem Manhattanu v New Yorku je bil uničen v terorističnih napadih 11. septembra 2001 potem, ko sta glavna stolpa zadeli dve ugrabljeni potniški letali. Zrušitev dvojčkov stolpov je povzročilo veliko škode, saj so njune ruševine poškodovale na stotine stavb, vključno s preostalimi stavbami svetovnega trgovinskega centra in stavbo World Trade Center 7, ki se je porušila isti dan ob 17:21.
V nesrečah, požarih in kasnejših zrušitvah je skupno umrlo 2.763 ljudi, med njimi 2.192 civilistov, 343 gasilcev in 71 policistov ter vsi potniki in posadka na letalih, med katerimi je bilo 147 civilistov in deset ugrabiteljev.
Septembra 2005 je Nacionalni inštitut za standarde in tehnologijo (NIST) objavil rezultate preiskave zrušitve. Preiskovalci pri zasnovi stolpov dvojčkov niso ugotovili ničesar slabega, pri čemer so ugotovili, da resnost napadov presega vse, kar so v preteklosti doživljali v stavbah. Ugotovili so, da so požari glavni vzrok zrušitve in ugotovili, da so se povešena tla na obodnih stebrih potegnila navznoter, zaradi česar so se priklonile in nato upognile. Ko se je zgornji del stavbe začel premikati navzdol, ni bilo mogoče preprečiti popolnega postopnega rušenja. 
Pospravljanje ruševin Svetovnega trgovinskega centra je vključevalo 24-urno delovanje in stalo stotine milijonov dolarjev. Nekatere okoliške strukture, ki jih letala niso zadela, so še vedno utrpele znatno škodo, zaradi česar so jih morali porušiti. Rušenje okoliških poškodovanih stavb se je nadaljevalo, tudi ko je potekala nova gradnja nadomestnega stolpa dvojčkov, novega One World Trade Center, ki je bil odprt novembra 2014.

## Napadi
11. septembra 2001 so štiri skupine teroristov Al Kaide ugrabila štiri ameriška potniška letala, od katerih sta bila tudi dva, ki sta trčila v stolpa World Trade Centra, Let 11 American Airlines in Let 175 United Airlines. American 11 je ob 8:46 s hitrostjo 740 km na uro trčil v severno fasado Severnega stolpa Svetovnega trgovinskega centra, med 93. in 99. nadstropjem. United 175 je ob 9:03 s hitrostjo 870 km na uro trčil v južno fasado Južnega stolpa Svetovnega trgovinskega centra, med 77. in 85. nadstropjem.
Poleg tega, da so trki letal na sredini zgradbe pretrgali številne nosilne stebre in povzročili druge strukturne poškodbe, so trki vžgali na tisoče litrov reaktivnega goriva, kar pa je sprožilo velike požare. Pri prvem trku in posledičnem udarcu se je vžgala približno ena tretjina goriva. Nekaj goriva je zaradi udarca padlo po vsaj enem jašku dvigala in eksplodiralo v 78. nadstropju Severnega stolpa ter v glavnem prostoru, kjer je bilo poškodovanih veliko ljudi. Lahka konstrukcija in votla narava konstrukcij je omogočila, da je reaktivno gorivo prodrlo daleč v stolpe, pri čemer je hkrati prižgalo veliko velikih požarov na širokem območju prizadetih mest. Gorivo iz letal je izgorelo v največ nekaj minutah, vsebina požarov v stavbah pa je v naslednjih uri ali uri in pol zgorela. 
Skoraj vsi smrtni primeri umrlih v stolpih dvojčkov so se zgodili na območjih nad točkami trka. Ker je bil Severni stolp zadet neposredno na sredini konstrukcije, so bila vsa stopnišča v jedru stolpa poškodovana in uničena. V Južnem stolpu je bil trk nekoliko oddaljen od središča do osrednjega dela stolpa in stopnišče A na severozahodnem delu osrednjega jedra je bilo le delno poškodovano, 14 do 18 civilistom pa je uspelo pobegniti z mesta trka letala iz nadstropja nad tem. Natančno število kdo je umrl in kje v nekaterih primerih ni natančno znano; poročilo Nacionalnega inštituta za standarde in tehnologijo pa je pokazalo, da je skupno 1.402 ljudi umrlo na mestu trka ali nad njim v Severnem stolpu, stotine pa naj bi jih umrlo v trenutku trka. V Južnem stolpu je na prizadetih mestih stavbe in nad mesti umrlo 614 ljudi. V nadstropjih pod mesti trka se je sicer zgodilo manj kot 200 smrtnih žrtev, vendar je umrlo vseh 147 civilnih potnikov in posadke na dveh letalih ter vseh 10 teroristov, skupaj z najmanj 18 ljudmi na tleh in v sosednjih objektih.

## Zrušitev
Zrušitev stolpov dvojčkov so imenovali "najbolj razvpita paradigma" postopne zrušitve. Zrušitev se je začela z lokalno okvaro nekaterih strukturnih delov in napredovalo tako, da je podrla celotno strukturo. Za takšno rušenje je značilno "ločevanje strukturnih delov (vključno z neobremenjenimi elementi), sproščanje gravitacijske energije in pojav udarnih sil." Navpična udarna sila zagotavlja širjenje, glavne sile so vzporedne in primarni prenos obremenitve je serijski. Ključni element v strukturi, ki se je zrušila, so predstavljali kombinirani "navpični nosilni elementi ene celotne etaže." Razen zgornjih nadstropij stavbe, ki ne bi sprostili dovolj gravitacijske energije, da bi prišlo do popolne zrušitve, bi se zrušitve lahko začele s padcem katerega koli dela zgradbe. 
V teh pogojih so se stolpi rušili simetrično in bolj ali manj naravnost navzdol, čeprav so se vrhovi stolpov nekoliko nagnili in je ob strani padlo veliko gradbenih kosov naplavin. V obeh primerih je odsek stavbe, ki so ga letala poškodovala, odpovedal, zaradi česar so tla nad udarnim območjem padla na spodnjo nepoškodovano konstrukcijo. Ko je rušitev napredovala, je bilo videti prah in ruševine, ki so skozi okna padla nekaj nadstropij pod uničenim delom, ki ga je povzročil nenaden naval zraka, stisnjenega pod spuščajoče se zgornje nivoje.
Med vsako zrušitvijo so veliki deli obodnih stebrov in po možnosti jedra ostali brez kakršne koli stranske opore, zaradi česar so se rušili bočno proti zunanjosti, potisnjeni zaradi vse večjega kupa ruševin. Rezultat tega je bil, da so se zidovi odlepili in ločili od zgradb na veliko razdaljo, zadeli druge sosednje zgradbe in sprožili požare, ki so kasneje povzročili zrušitev stavbe 7. Nekateri robovi so zlomili vijake, ki so se zaskočili, tako da so številne plošče naključno razpadle. Prvi drobci zunanjih sten porušenega Severnega stolpa so trčili v tla 11 sekund po začetku rušenja, deli Južnega stolpa pa po 9 sekundah. Spodnji deli jeder obeh stavb (60 pri WTC 1 in 40 pri WTC 2) sta ostali stoje še 25 sekund po začetku začetne rušitve, preden so se tudi ti porušili. 

### Zrušitev južnega stolpa
Medtem, ko so požari še naprej goreli, so uslužbenci ujeti v zgornjih nadstropjih Južnega stolpa, reševalcem poročali informacije o razmerah in stanju stolpa. Ob 9:37 je uslužbenec v 105. nadstropju Južnega stolpa poročal, da so se tla pod njim v nadstropju 90 podrla. Letalska enota policijske uprave New York City je policijskim poveljnikom posredovala tudi informacije o poslabšanju stanja stavb. Po trku je zgoraj z mesta trka Južnega stolpa pobegnilo le 14 ljudi (vključno s Stanleyjem Praimnathom, ki je videl, da letalo leti proti njemu), in samo štirje iz nadstropij nad njim. Pobegnili so skozi stopnišče A, edino stopnišče, ki je po trku ostalo nepoškodovano. Številni operaterji telefonskih številk policije, ki so prejemali klice posameznikov znotraj Južnega stolpa, niso bili dobro obveščeni o situaciji, saj se je hitro zapletla. Številni operaterji so klicateljem rekli, naj se s stolpa ne spuščajo sami, čeprav se zdaj verjame, da je bilo stopnišče A najverjetneje prehodno na točki trčenja in nad njo. Ob 9:52 je letalska enota NYPD po radiu sporočila, da veliki kosi morda padajo z vrha južnega stolpa, ker tam visijo. Z opozorili je NYPD izdal ukaz za evakuacijo svojih častnikov. Med odzivom na izredne razmere je bila minimalna komunikacija med NYPD in New York City Gasilskim oddelkom (FDNY), preobremenjeni 9-1-1, reševalci pa informacij niso posredovali poveljnikom FDNY na kraju dogodka. Ob 9:59 se je Južni stolp porušil, 56 minut potem, ko so ga zadeli. Med zrušitvijo so prah in številni ostanki Južnega stolpa zadeli in prodrli v spodnje prostore Severnega stolpa ter poškodovali in uničili nekatere prostore stolpa, hkrati pa tudi ubili nekaj bežajočih ljudi.

### Zrušitev severnega stolpa
Potem, ko se je Južni stolp porušil, so helikopterji NYPD posredovali informacije o poslabšanju razmer in stanju Severnega stolpa. Poveljniki FDNY so medtem izdali ukaz za evakuacijo gasilcev v Severnem stolpu. Zaradi težav z radijsko komunikacijo gasilci v stolpu niso slišali odredbe o evakuaciji svojih nadzornikov na kraju dogodka, večina pa sploh ni vedela, da se je drugi stolp porušil. Nihče ni mogel pobegniti iz nadstropij nad mestom trka v severnem stolpu, ker so bila vsa dvigala in stopnišča v teh nadstropjih uničena. Ob 10:20 je letalska enota NYPD sporočila, da se vrh Severnega stolpa nagiba, minuto kasneje pa je sporočila, da se Severni stolp zvija na jugozahodnem vogalu in nagiba na jug. Ob 10:27 je letalska enota poročala, da se bo streha zelo kmalu zrušila. Kmalu zatem, ob 10:28 se je Severni stolp porušil, 102 minuti potem, ko so ga zadeli. 343 gasilcev in 71 policistov je umrlo v dvojčkih zaradi zrušitve. Po zrušiti obeh stolpov se je gradbeni prah razširil vse do Empire State Buildinga, ki je bil od svetovnega trgovinskega centra oddaljen 4,72 km.

### Zrušitev stavbe World Trade Center 7
Ko se je Severni stolp porušil, so njegove ruševine zadele zgradbo World Trade Center 7 in povzročile škodo na južni steni stavbe ter sprožile požar, ki je gorel ves popoldan. Na jugozahodnem vogalu med nadstropjema 7 in 17 ter na južni fasadi med nadstropjem 44 in streho je prišlo do strukturnih poškodb; druge možne strukturne poškodbe vključujejo velik navpični prerez blizu središča južne fasade med nadstropjema 24 in 41. Stavba je bila opremljena s požarnim sistemom, vendar je imela veliko točk poškodovanih zaradi okvare: požarni sistem je zahteval ročni zagon električnih požarnih črpalk, namesto, da bi bil popolnoma samodejen sistem; krmilniki na tleh so imeli en sam priključek na dvižni vodovod za brizgalno vodo; in brizgalni sistem je zahteval nekaj moči, da je gasilska črpalka dovajala vodo. Tudi tlak vode je bil nizek, z malo ali nič vode za dovajanje škropilnic. 
Nekateri gasilci so v stavbo 7 prešli iz porušenih dvojčkov Svetovnega trgovinskega centra. Poskušali so pogasiti majhne količine ognja, vendar je nizek pritisk vode oviral njihova prizadevanja. Požari so zagoreli popoldan v 11. in 12. nadstropju 7. zgradbe WTC-ja, plameni pa so bili vidni na vzhodni strani stavbe. Popoldne je bil ogenj viden tudi v nadstropjih 6–10, 13–14, 19–22 in 29–30. Še posebej so požari v nadstropjih od 7 do 9 in od 11 do 13 popoldne še naprej goreli brez nadzora. Približno ob 14:00 so gasilci med 10. in 13. nadstropjem v jugozahodnem kotu 7. svetovnega trgovinskega centra opazili izboklino, kar je bil znak, da je stavba nestabilna in se lahko nenadoma prevrne na eno stran ali pa se poruši. V popoldanskem času so gasilci slišali tudi škripajoče zvoke iz stavbe in izdali negotova poročila o poškodbah v kleti. Okoli 15.30 se je šef FDNY Daniel A. Nigro odločil, da ustavi reševalne akcije, odstranjevanje površin in preiskave po površini ruševin v bližini Svetovnega trgovinskega centra 7 in evakuira območje zaradi skrbi za varnost osebja. Ob 17:20 11. septembra 2001 se je WTC 7 začel rušiti, s propadom vzhodnega mehanskega nadstropja na terasi, medtem ko se je ob 17:21 celotna stavba popolnoma porušila. Zrušitev ni povzročila nobenih žrtev.
Ko se je World Trade Center 7 porušil, so njegove ruševine povzročile znatno škodo in onesnažile stavbe Fiterman Hall občine Manhattan Community College, ki se nahaja v bližini 30 West Broadway, do te mere, da stavbe ni bilo več mogoče rešiti. Avgusta 2007 je bila predvidena demontaža dvorane Fiterman. Spremenjeni načrt je zahteval rušenje leta 2009 in dokončanje nove dvorane Fiterman leta 2012, ki stane 325 milijonov dolarjev. Stavba je bila dokončno porušena novembra 2009, gradnja nadomestne stavbe pa se je začela 1. decembra 2009. Sosednja stavba Verizon, stavba v slogu Art Deco, zgrajena leta 1926, je zaradi zrušitve stavbe 7 WTC-ja močno poškodovala vzhodno fasado, čeprav je bila uspešno obnovljena po ceni 1,4 milijarde ameriških dolarjev.

### Druge stavbe
Tudi številne okoliške stavbe so bile ob zrušitve stolpov poškodovane ali uničene. Stavba WTC 5 je pretrpela močan požar in delni zlom svoje jeklene konstrukcije ter je bila porušena. Med drugimi uničenimi stavbami so bile Grška pravoslavna cerkev sv. Nikolaja, Svetovni trgovinski center Marriott (Marriott Hotel 3 WTC), South Plaza (4 WTC) in carina ZDA (6 WTC). Zgradbe Svetovnega finančnega centra, 90 West Street in 130 Cedar Street so utrpele požare. Zgradba Deutsche Bank, stavba Verizon in Svetovni finančni center 3 so utrpele škodo zaradi zrušitve stolpov, prav tako 90 West Street. Ena Liberty Plaza je preživela strukturno škodo nedotaknjeno, vendar je utrpela površinske poškodbe, vključno z razbitimi okni. 30 West Broadway je bil poškodovan zaradi zrušitve zgradbe 7. Stavba Deutsche Bank, ki je bila po 11. septembru prekrita z veliko črno plaščjo, da bi pokrila škodo na stavbi, je bila dekonstruirana zaradi vode, plesni in druge hude škode, ki jo je povzročila zrušitev sosednjih stolpov. V zrušitvi je bilo uničenih veliko umetniških del.

## Pospravljanje ruševin
Pospravljanje ruševin je bila obsežna operacija, ki jo je organiziral oddelek za oblikovanje in gradnjo mesta New York. 21. septembra so ameriške oblasti sporočile, da je zrak na Manhatthanu varen za dihanje. Dan pozneje je družba Controlled Demolition, Inc. (CDI) iz Phoenixa v zvezni državi Maryland predložila predhodni načrt pospravljanja ruševin. To je stalo stotine milijonov dolarjev in je vključevalo neprekinjeno poslovanje številnih izvajalcev in podizvajalcev. Do začetka novembra 2001, ko so tretjino ruševin odstranili, so uradniki začeli zmanjševati o številu gasilcev in policistov, namenjenih za odvzem ostankov žrtev, da bi prednostno odstranili posmrtne ostanke. To je povzročilo obračune z gasilci. Kljub prizadevanjem za gašenje požara je velik kup ruševin gorel tri mesece, dokler večina ruševin ni bila dokončno odstranjenih z mesta do maja 2002. Leta 2007 je še vedno trajalo rušenje okoliških poškodovanih zgradb, ko je potekala nova gradnja nadomestnega dela Svetovnega trgovinskega centra, 1 World Trade Center. Nov, One World Trade Center je bil odprt leta 2012. 